# Massimiliano Iezza
Massimiliano Iezza (* 21. Juli 1974 in Ivrea) ist ein ehemaliger italienischer Skisportler. Zunächst war er als alpiner Skirennläufer aktiv, später als Freestyle-Skier in der Disziplin Skicross.

## Biografie
Als alpiner Skirennläufer spezialisierte sich Iezza auf die schnellen Disziplinen. Bei den Juniorenweltmeisterschaften 1993 gewann er die Goldmedaille im Super-G und die Bronzemedaille in der Abfahrt. Als Juniorenweltmeister war er für das Weltcupfinale startberechtigt; im Super-G fuhr er auf Platz 18, gewann jedoch keine Weltcuppunkte. Vergeblich versuchte Iezza in den folgenden Jahren, Anschluss an die Weltspitze zu finden. Im Europacup blieb ein 15. Platz im Februar 1996 sein bestes Ergebnis. Er wandte sich dem Skicross zu und bestritt im April 2003 sein letztes alpines Skirennen.
Sein Debüt im Freestyle-Weltcup hatte Iezza am 30. November 2002. Beim ersten Skicross-Weltcuprennen der Geschichte wurde er disqualifiziert. Die ersten Weltcuppunkte gewann er am 18. Januar 2003 mit Platz 8 in Laax. Am 21. Februar 2004 erzielte er mit Platz 2 in Naeba die erste Weltcup-Podestplatzierung. Die zweite (und letzte) folgte am 14. Januar 2006 in Les Contamines, wo er ebenfalls Zweiter wurde. In der Folge hatte Iezza Mühe, sich an der Weltspitze zu behaupten, Top-10-Ergebnisse blieben selten. Schließlich trat er im März 2010 vom Spitzensport zurück.

## Erfolge Freestyle
Weltmeisterschaften
- Ruka 2005: 24. Skicross
- Madonna di Campiglio 2007: 20. Skicross
- Inawashiro 2009: 25. Skicross

Weltcup
- Saison 2003/04: 7. Skicross-Weltcup
- Saison 2006/07: 9. Skicross-Weltcup
- 10 Platzierungen unter den besten zehn, davon 2 Podestplätze

Weitere Erfolge
- 2 Podestplätze im Europacup, davon 1 Sieg

## Erfolge Ski Alpin
Juniorenweltmeisterschaften
- Monte Campione 1993: 1. Super-G, 3. Abfahrt, 5. Kombination, 23. Slalom, 29. Riesenslalom

Weltcup
- 1 Platzierung unter den besten 20

Europacup
- 2 Platzierungen unter den besten 20

Weitere Erfolge
- 4 Siege in FIS-Rennen